# La caixa oblonga
La caixa oblonga és un conte d'Edgar Allan Poe; es publicà per primera vegada el 1844, i explica una travessia marina en què apareix una misteriosa caixa.

## Argument
La història comença amb un narrador sense nom que relata una travessia marina estival des de Charleston (Carolina del Sud) a Nova York a bord del vaixell Independence. El narrador, per la llista de passatgers, s'adona que el seu excompany d'universitat Cornelius Wyatt es troba a bord amb la seua dona i les germanes d'aquesta, tot i que ha reservat tres cabines. Després de conjecturar que l'habitació addicional era per a un servent o per a un equipatge extra, s'adona que el seu amic ha comprat a bord una caixa de pi oblonga en què, primerament, pensa que Wyatt oculta valuoses pintures per vendre-les a Nova York.
Avançada la història, el narrador descobreix que l'esposa del seu amic havia mort un dia abans d'embarcar-se i la portava en la caixa, a més, la dona, "la seua suposada esposa", era en realitat la seua criada.